# Zuidoost-Aziatisch kampioenschap voetbal 1996
Het Zuidoost-Aziatisch kampioenschap voetbal 1996 (officieel Tiger Cup genoemd) was een internationale voetbalcompetitie die in 1996 voor de eerste keer gehouden werd. Het kampioenschap werd gesponsord door Asia Pacific Breweries. Het werd gehouden in Singapore van 1 tot en met 15 september 1996 met alle 10 landen uit Zuidoost-Azië, 4 van die landen waren uitgenodigd. Thailand won het toernooi door in de finale Maleisië te verslaan (1–0). Vietnam werd derde.

## Deelnemende teams
| Land                   | Deelname |
| ---------------------- | -------- |
| Brunei                 | 1e       |
| Cambodja (uitgenodigd) | 1e       |
| Indonesië              | 1e       |
| Laos (uitgenodigd)     | 1e       |
| Maleisië               | 1e       |
| Birma (uitgenodigd)    | 1e       |
| Filipijnen             | 1e       |
| Singapore              | 1e       |
| Thailand               | 1e       |
| Vietnam (uitgenodigd)  | 1e       |

## Stadions
| Kallang                                 | Jurong                                        |                                    |
| --------------------------------------- | --------------------------------------------- | ---------------------------------- |
| Nationaal Stadion Singapore (Voormalig) | Jurong Stadium                                |                                    |
| Capaciteit: 55.000 Groepsfase           | Capaciteit: 6.000 Groepsfase en Knock-outfase |                                    |
| National Stadium                        | · Nationaal Stadion Jurong Stadium            | · Nationaal Stadion Jurong Stadium |

## Groepsfase

### Groep A
| Team      | GS | W | G | V | DV | DT | DS  | Ptn. |
| --------- | -- | - | - | - | -- | -- | --- | ---- |
| Indonesië | 4  | 3 | 1 | 0 | 15 | 3  | +12 | 10   |
| Vietnam   | 4  | 2 | 2 | 0 | 9  | 4  | +5  | 8    |
| Myanmar   | 4  | 2 | 0 | 2 | 11 | 12 | −1  | 6    |
| Laos      | 4  | 1 | 1 | 2 | 5  | 10 | −5  | 4    |
| Cambodja  | 4  | 0 | 0 | 4 | 1  | 12 | −11 | 0    |

|                                     |                                                             |       |          |                                            |
| 2 september 1996 «onderlinge duels» | Vietnam                                                     | 3 – 1 | Cambodja | Jurong Stadium, Jurong Toeschouwers: 2.800 |
| 2 september 1996 «onderlinge duels» | Tran Cong Minh 21' Le Huynh Duc 30' Vo Hoang Buu 80' (pen.) |       | Sony 67' | Jurong Stadium, Jurong Toeschouwers: 2.800 |

|                                     |                                                             |       |             |                                            |
| 2 september 1996 «onderlinge duels» | Indonesië                                                   | 5 – 1 | Laos        | Jurong Stadium, Jurong Toeschouwers: 2.800 |
| 2 september 1996 «onderlinge duels» | Husaini 5' Irianto 15' Kurniawan 17' Darwis 34' Sandria 65' |       | Savatdy 75' | Jurong Stadium, Jurong Toeschouwers: 2.800 |

|                                     |                 |       |                  |                                            |
| 5 september 1996 «onderlinge duels» | Laos            | 1 – 1 | Vietnam          | Jurong Stadium, Jurong Toeschouwers: 1.400 |
| 5 september 1996 «onderlinge duels» | Luang-Amath 72' |       | Le Huynh Duc 85' | Jurong Stadium, Jurong Toeschouwers: 1.400 |

|                                     |                                                                          |       |          |                                            |
| 5 september 1996 «onderlinge duels» | Myanmar                                                                  | 5 – 0 | Cambodja | Jurong Stadium, Jurong Toeschouwers: 1.500 |
| 5 september 1996 «onderlinge duels» | Tin Myo Aung 14' Win Aung 35', 54' Myo Hlaing Win 71' Maung Maung Oo 90' |       |          | Jurong Stadium, Jurong Toeschouwers: 1.500 |

|                                     |                                                                            |       |                      |                                            |
| 7 september 1996 «onderlinge duels» | Vietnam                                                                    | 4 – 1 | Myanmar              | Jurong Stadium, Jurong Toeschouwers: 2.000 |
| 7 september 1996 «onderlinge duels» | Nguyen Huu Dang 6' Le Huynh Duc 15' Tran Cong Minh 48' Nguyen Hong Son 63' |       | Maung Maung Htay 24' | Jurong Stadium, Jurong Toeschouwers: 2.000 |

|                                     |                                       |       |          |                                            |
| 7 september 1996 «onderlinge duels» | Indonesië                             | 3 – 0 | Cambodja | Jurong Stadium, Jurong Toeschouwers: 2.000 |
| 7 september 1996 «onderlinge duels» | Kurniawan 15' Sandria 23' Irianto 60' |       |          | Jurong Stadium, Jurong Toeschouwers: 2.000 |

|                                     |          |                 |      |                                            |
| 9 september 1996 «onderlinge duels» | Cambodja | 0 – 1           | Laos | Jurong Stadium, Jurong Toeschouwers: 4.000 |
| 9 september 1996 «onderlinge duels» |          | Channiphone 39' |      | Jurong Stadium, Jurong Toeschouwers: 4.000 |

|                                     |                                                        |       |                      |                                            |
| 9 september 1996 «onderlinge duels» | Indonesië                                              | 6 – 1 | Myanmar              | Jurong Stadium, Jurong Toeschouwers: 4.000 |
| 9 september 1996 «onderlinge duels» | Husaini 7', 66' Sandria 20', 26' Lubis 28' Irianto 39' |       | Maung Maung Htay 26' | Jurong Stadium, Jurong Toeschouwers: 4.000 |

|                                      |               |       |                         |                                            |
| 11 september 1996 «onderlinge duels» | Indonesië     | 1 – 1 | Vietnam                 | Jurong Stadium, Jurong Toeschouwers: 1.300 |
| 11 september 1996 «onderlinge duels» | Kurniawan 43' |       | Vo Hoang Buu 77' (pen.) | Jurong Stadium, Jurong Toeschouwers: 1.300 |

|                                      |                                 |       |                                                         |                                          |
| 11 september 1996 «onderlinge duels» | Laos                            | 2 – 4 | Myanmar                                                 | Jurong Stadium, Jurong Toeschouwers: 500 |
| 11 september 1996 «onderlinge duels» | Khenkitisack 40' Phimmasean 45' |       | Win Aung 16', 69' Maung Maung Oo 35' Myo Hlaing Win 82' | Jurong Stadium, Jurong Toeschouwers: 500 |

### Groep B
| Team       | GS | W | G | V | DV | DT | DS  | Ptn. |
| ---------- | -- | - | - | - | -- | -- | --- | ---- |
| Thailand   | 4  | 3 | 1 | 0 | 13 | 1  | +12 | 10   |
| Maleisië   | 4  | 2 | 2 | 0 | 15 | 2  | +13 | 8    |
| Singapore  | 4  | 2 | 1 | 1 | 7  | 2  | +5  | 7    |
| Brunei     | 4  | 1 | 0 | 3 | 1  | 15 | −14 | 3    |
| Filipijnen | 4  | 0 | 0 | 4 | 0  | 16 | −16 | 0    |

|                                     |           |       |                  |                                                 |
| 1 september 1996 «onderlinge duels» | Singapore | 1 – 1 | Maleisië         | Nationaal Stadion, Kallang Toeschouwers: 43.800 |
| 1 september 1996 «onderlinge duels» | Fandi 89' |       | Sanbagamaran 76' | Nationaal Stadion, Kallang Toeschouwers: 43.800 |

|                                     |            |                                                       |          |                                            |
| 2 september 1996 «onderlinge duels» | Filipijnen | 0 – 5                                                 | Thailand | Jurong Stadium, Jurong Toeschouwers: 2.800 |
| 2 september 1996 «onderlinge duels» |            | Santawong 10', 38' Senamuang 14' Srithong-in 40', 60' |          | Jurong Stadium, Jurong Toeschouwers: 2.800 |

|                                     |                                                                      |       |            |                                                |
| 4 september 1996 «onderlinge duels» | Maleisië                                                             | 7 – 0 | Filipijnen | Nationaal Stadion, Kallang Toeschouwers: 1.000 |
| 4 september 1996 «onderlinge duels» | Sanbagamaran 36', 61', 89' Adnan 43' Shamsurin 53', 81' Chandran 78' |       |            | Nationaal Stadion, Kallang Toeschouwers: 1.000 |

|                                     |                                  |       |        |                                                |
| 4 september 1996 «onderlinge duels» | Singapore                        | 3 – 0 | Brunei | Nationaal Stadion, Kallang Toeschouwers: 8.400 |
| 4 september 1996 «onderlinge duels» | Haron 1' Tan 4' (pen.) Fandi 51' |       |        | Nationaal Stadion, Kallang Toeschouwers: 8.400 |

|                                     |                                                                   |       |        |                                                |
| 6 september 1996 «onderlinge duels» | Thailand                                                          | 6 – 0 | Brunei | Nationaal Stadion, Kallang Toeschouwers: 8.000 |
| 6 september 1996 «onderlinge duels» | Santawong 15' Srithong-in 23', 87' Srimaka 35', 67' Senamuang 77' |       |        | Nationaal Stadion, Kallang Toeschouwers: 8.000 |

|                                     |                        |       |            |                                                 |
| 6 september 1996 «onderlinge duels» | Singapore              | 3 – 0 | Filipijnen | Nationaal Stadion, Kallang Toeschouwers: 12.000 |
| 6 september 1996 «onderlinge duels» | Fandi 20', 42' Hai 73' |       |            | Nationaal Stadion, Kallang Toeschouwers: 12.000 |

|                                     |           |       |            |                                                |
| 8 september 1996 «onderlinge duels» | Brunei    | 1 – 0 | Filipijnen | Nationaal Stadion, Kallang Toeschouwers: 3.000 |
| 8 september 1996 «onderlinge duels» | Irwan 28' |       |            | Nationaal Stadion, Kallang Toeschouwers: 3.000 |

|                                     |               |       |            |                                                 |
| 8 september 1996 «onderlinge duels» | Thailand      | 1 – 1 | Maleisië   | Nationaal Stadion, Kallang Toeschouwers: 14.000 |
| 8 september 1996 «onderlinge duels» | Senamuang 28' |       | Hassan 59' | Nationaal Stadion, Kallang Toeschouwers: 14.000 |

|                                      |                                                                    |       |        |                                                 |
| 10 september 1996 «onderlinge duels» | Maleisië                                                           | 6 – 0 | Brunei | Nationaal Stadion, Kallang Toeschouwers: 20.000 |
| 10 september 1996 «onderlinge duels» | Sanbagamaran 3' Shamsurin 37' Abu Bakar 47', 60' Chandran 82', 89' |       |        | Nationaal Stadion, Kallang Toeschouwers: 20.000 |

|                                      |           |                 |          |                                                 |
| 10 september 1996 «onderlinge duels» | Singapore | 0 – 1           | Thailand | Nationaal Stadion, Kallang Toeschouwers: 42.000 |
| 10 september 1996 «onderlinge duels» |           | Srithong-in 70' |          | Nationaal Stadion, Kallang Toeschouwers: 42.000 |

## Knock-outfase
|  | halve finale           | halve finale           |   |                        | finale                 | finale |
|  |                        |                        |   |                        |                        |        |
|  | 13 september – Kallang |                        |   |                        |                        |        |
|  | Indonesië              | 1                      |   |                        |                        |        |
|  | Maleisië               | 3                      |   |                        |                        |        |
|  |                        |                        |   |                        |                        |        |
|  |                        |                        |   |                        | 15 september – Kallang |        |
|  |                        |                        |   |                        | Maleisië               | 0      |
|  |                        | Thailand               | 1 |                        |                        |        |
|  |                        |                        |   |                        |                        |        |
|  |                        |                        |   |                        | derde plaats           |        |
|  | 13 september – Kallang | 13 september – Kallang |   | 15 september – Kallang | 15 september – Kallang |        |
|  | Vietnam                | 2                      |   | Indonesië              | 2                      |        |
|  | Thailand               | 4                      |   |                        | Vietnam                | 3      |

### Halve finale
|                                      |                  |       |                                          |                                                 |
| 13 september 1996 «onderlinge duels» | Indonesië        | 1 – 3 | Maleisië                                 | Nationaal Stadion, Kallang Toeschouwers: 20.000 |
| 13 september 1996 «onderlinge duels» | Azali 44' (e.d.) |       | Sanbagamaran 5' Sulong 16' Shamsurin 76' | Nationaal Stadion, Kallang Toeschouwers: 20.000 |

|                                      |                                              |       |                                             |                                                 |
| 13 september 1996 «onderlinge duels» | Thailand                                     | 4 – 2 | Vietnam                                     | Nationaal Stadion, Kallang Toeschouwers: 20.000 |
| 13 september 1996 «onderlinge duels» | Senamuang 3' Srithong-in 9', 24' Srimaka 46' |       | Vo Hoang Buu 83' (pen.) Nguyen Hong Son 88' | Nationaal Stadion, Kallang Toeschouwers: 20.000 |

### Troostfinale
|                                      |                           |       |                                                              |                                                 |
| 15 september 1996 «onderlinge duels» | Indonesië                 | 2 – 3 | Vietnam                                                      | Nationaal Stadion, Kallang Toeschouwers: 32.000 |
| 15 september 1996 «onderlinge duels» | Kurniawan 66' Tecuari 85' |       | Huynh Quoc Cuong 8' Yeyen 27' (e.d.) Vo Hoang Buu 73' (pen.) | Nationaal Stadion, Kallang Toeschouwers: 32.000 |

### Finale
|                                      |              |       |          |                                                 |
| 15 september 1996 «onderlinge duels» | Thailand     | 1 – 0 | Maleisië | Nationaal Stadion, Kallang Toeschouwers: 32.000 |
| 15 september 1996 «onderlinge duels» | Senamuang 9' |       |          | Nationaal Stadion, Kallang Toeschouwers: 32.000 |

| Winnaar AFF Championship 1996 |
| ----------------------------- |
|                               |
| Thailand Eerste titel         |

## Toernooiranglijst
| Rank                              | Team       | Gsp | W | G | V | DV | DT | DS  |
| --------------------------------- | ---------- | --- | - | - | - | -- | -- | --- |
|                                   | Thailand   | 6   | 5 | 1 | 0 | 18 | 3  | +15 |
|                                   | Maleisië   | 6   | 3 | 2 | 1 | 18 | 4  | +14 |
| Uitgeschakeld in de halve finales |            |     |   |   |   |    |    |     |
|                                   | Vietnam    | 6   | 3 | 2 | 1 | 14 | 10 | +4  |
| 4                                 | Indonesië  | 6   | 3 | 1 | 2 | 18 | 9  | +9  |
| Uitgeschakeld in de groepsfase    |            |     |   |   |   |    |    |     |
| 5                                 | Singapore  | 4   | 2 | 1 | 1 | 7  | 2  | +5  |
| 6                                 | Birma      | 4   | 2 | 0 | 2 | 11 | 12 | –1  |
| 7                                 | Laos       | 4   | 1 | 1 | 2 | 5  | 10 | –5  |
| 8                                 | Brunei     | 4   | 1 | 0 | 3 | 1  | 15 | –14 |
| 9                                 | Cambodja   | 4   | 0 | 0 | 4 | 1  | 12 | –14 |
| 10                                | Filipijnen | 4   | 0 | 0 | 4 | 0  | 16 | –16 |

## Doelpuntenmakers
7 doelpunten
- Netipong Srithong-in

6 doelpunten
- K. Sanbagamaran

5 doelpunten
- Kiatisuk Senamuang

4 doelpunten
- Kurniawan Dwi Yulianto
- Peri Sandria

- Shamsurin Abdul Rahman
- Win Aung

- Fandi Ahmad
- Vo Hoang Buu

3  doelpunten
- Fachri Husaini
- Eri Irianto

- M. Chandran
- Phithaya Santawong

- Worrawoot Srimaka
- Le Huynh Duc

2  doelpunten
- Anuar Abu Bakar
- Maung Maung Htay

- Maung Maung Oo
- Myo Hlaing Win

- Tran Cong Minh
- Nguyen Hong Son

1  doelpunt
- Irwan Mohammad
- Nuth Sony
- Robby Darwis
- Ansyari Lubis
- Aples Gideon Tecuari
- Saysana Savatdy
- Chalana Luang-Amath

- Keolakhone Channiphone
- Bounlap Khenkitisack
- Phonesavanh Phimmasean
- Azman Adnan
- Zainal Abidin Hassan
- Rosdee Sulong
- Tin Myo Aung

- Hasnim Haron
- Lim Tong Hai
- Steven Tan
- Nguyen Huu Dang
- Huynh Quoc Cuong

Eigen doel
- Yeyen Tumena (Tegen Vietnam)
- Azmil Azali (Tegen Indonesië)

1996 · 1998 · 2000 · 2002 · 2004 · 2007 · 2008 · 2010 · 2012 · 2014 · 2016 · 2018 · 2020 · 2022 · 2024